# Няняк
Няняк (вьет. Nhã nhạc, тьы-ном 雅楽), также хюэская придворная музыка, — наиболее популярная разновидность вьетнамской придворной музыки времён от Чанов до Нгуенов, в правление последних няняк достигла вершины своего развития. В понятие «няняк» входят также разнообразные танцы с широким ассортиментом аксессуаров, которые существуют по сей день. Большинство таких танцев посвящены пожеланиям долгой жизни императорам и процветания их владениям. Классическую музыку также исполняют в храмах в честь богов и учёных, в частности, Конфуция. Специально для исполнения няняк было построено несколько театров, включая Зуеттхидыонг в Хюэ.

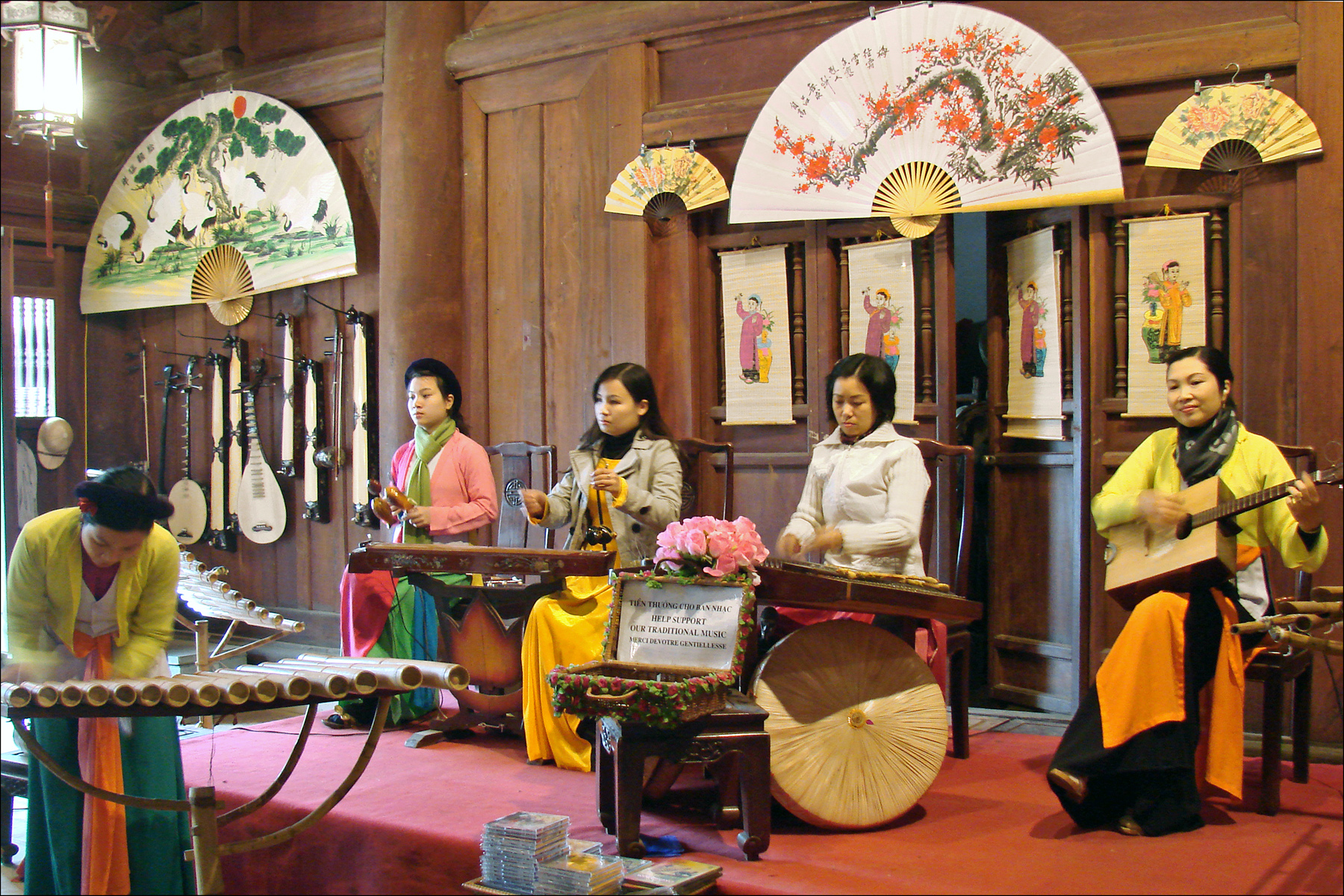
Оркестр исполняет няняк в Храме Литературы

Истоки няняк — в китайской музыке «яюэ», как у японской гагаку и корейской аак. Она была завезена во Вьетнам в правление китайской династии Мин. После свержения последней вьетнамской династии Нгуенов музыканты, исполнявшие няняк, рассеялись по стране, и вплоть до 1978 года попыток сохранить это искусство не предпринималось. Однако начиная с 1980-х годов правительство страны периодически устраивает мероприятия, посвящённые няняк, её пропагандируют в школах, а в 2007 году ансамбль няняк сопровождал вьетнамскую делегацию президента Нгуен Минь Чьета в Японии, они дали концерт в императорском дворце. В 2008 году няняк была внесена в список нематериального культурного наследия ЮНЕСКО.
Придворную музыку разделяют на «дайняк» (Đại nhạc, «великая музыка») и тьеуняк (Tiểu nhạc, «малая музыка», камерные композиции для развлечения императора). Ансамбль дайняк состоял более чем из сорока инструментов. Среди них — большой и средний гобои кенбау, буйволиный рог, кастаньеты с монетками и двуструнный смычковый инструмент данни Группа ударных делилась на каменные, бронзовые и кожаные инструменты. Ансамбль тьеуняк гораздо меньше, там всего три разновидности инструментов: ударные, аэрофоны и струнные.